# Westhampton Beach
Westhampton Beach és una població dels Estats Units a l'estat de Nova York. Segons el cens del 2000 tenia 1.902 habitants.

## Demografia
Segons el cens del 2000, Westhampton Beach tenia 15.902 habitants, 1805 habitatges, i 498 famílies. La densitat de població era de 252,4 habitants per km².
Dels 1805 habitatges en un 22,2% hi vivien nens de menys de 18 anys, en un 47,1% hi vivien parelles casades, en un 11,1% dones solteres, i en un 38,1% no eren unitats familiars. En el 32,7% dels habitatges hi vivien persones soles el 13,7% de les quals corresponia a persones de 65 anys o més que vivien soles. El nombre mitjà de persones vivint en cada habitatge era de 2,25 i el nombre mitjà de persones que vivien en cada família era de 2,81.
Per edats la població es repartia de la següent manera: un 20,5% tenia menys de 18 anys, un 6,1% entre 18 i 24, un 24,6% entre 25 i 44, un 28,2% de 45 a 60 i un 20,7% 65 anys o més.
L'edat mediana era de 44 anys. Per cada 100 dones de 18 o més anys hi havia 92,2 homes.
La renda mediana per habitatge era de 58.438 $ i la renda mediana per família de 74.412 $. Els homes tenien una renda mediana de 55.625 $ mentre que les dones 33.000 $. La renda per capita de la població era de 38.500 $. Entorn del 6,8% de les famílies i el 9% de la població estaven per davall del llindar de pobresa.